# Judita Uherská
Judita Uherská (pol. Judyta węgierska; 969 – 988) byla nejstarší dcera Gejzy z rodu Arpádovců. Byla provdána za Boleslava Chrabrého z rodu Piastovců.
Za Boleslava se provdala v roce 985 po smrti jeho první ženy. Ze sňatku, který pravděpodobně zorganizoval Boleslav II., vzešel syn Bezprym. V roce 987 se však polsko-uherské vztahy změnily a Judita byla vyhnána zpět do Uher.